# John Draper Erwin
John Draper Erwin (auch John Erwin, J. Erwin, * 14. November 1883 in Meador, Boyd County,  Kentucky; † 26. Februar 1983 in Washington, D.C.) war ein US-amerikanischer Diplomat.

## Leben

### Familie und Ausbildung
John Draper Erwin stammte aus der im Bundesstaat Kentucky gelegenen Unincorporated Community Meador. Er war der Sohn des James Erwin und der Ella Erwin, geborene Moore. John Draper Erwin studierte in den Jahren 1905 bis 1908 an der McCallie Preparatory School in Chattanooga im Bundesstaat Tennessee sowie im Jahre 1909 an der Baylor Military School in Waco im Bundesstaat Texas.

John Draper Erwin heiratete am 4. Oktober 1917 Emily Hicklin. Er starb im Februar 1983 99-jährig in einem Krankenhaus in Washington, D.C.

### Beruflicher Werdegang
John Draper Erwin trat im Jahre 1908 eine Reporterstelle für die Chattanooga News an. Seit März 1913 war der der Demokratischen Partei Beigetretene als Secretary des Senators John K. Shields tätig, im August 1913 wechselte er in der gleichen Funktion zu Senator Luke Lea, 1917 trat er zurück. Er war im Anschluss bis 1937 als Reporter für die New York Evening World, den Nashville Tennessean und den Memphis Commercial Appeal tätig. Als Reporter war er an der Aufdeckung des Teapot-Dome-Skandals der 1920er Jahre beteiligt. John Draper Erwin hatte eine Mitgliedschaft im National Press Club inne.
1937 trat John Draper Erwin in der Funktion des Gesandten in Honduras in den auswärtigen Dienst der USA ein, 1943 ernannte ihn Präsident Franklin Delano Roosevelt zum Botschafter in Honduras, 1947 schied er aus. 1951 bestellte ihn Präsident Harry S. Truman für eine zweite bis 1954 andauernde Amtszeit. John Draper Erwin wurde 1956 in den Ruhestand verabschiedet.